# Oakland (Illinois)
Pour les articles homonymes, voir Oakland.
Oakland est une ville du comté de Coles, dans l'Illinois, aux États-Unis. Elle est fondée en 1833 et incorporée le 16 juin 1896,. Lors du recensement de 2010, la ville comptait une population de 880 habitants.

## Source de la traduction
- (en) Cet article est partiellement ou en totalité issu de l’article de Wikipédia en anglais intitulé « Oakland, Illinois » (voir la liste des auteurs).